# Лудвиг Лахман
Лудвиг Лахман (на немски: Ludwig Lachmann) е германски икономист, работил през голяма част от живота си в Южноафриканската република (ЮАР).

## Биография
Лудвиг Лахман е роден на 1 февруари 1906 година в Берлин в еврейско семейство. През 1924 година постъпва в Хумболтовия университет на Берлин, където през 1933 година получава докторска степен по икономика. През същата година заминава за Англия, където учи и работи в Лондонското училище по икономика и политически науки.
Повлиян от Фридрих Хайек, Лахман става един от видните представители на Австрийската икономическа школа, настоявайки за по-строго прилагане на субективната теория за стойността. През 1948 година заминава за ЮАР, където преподава във Витватерсрандския университет.
Лудвиг Лахман умира на 17 декември 1990 година в Йоханесбург.